# 紅鉛筆
紅鉛筆（日语：／ akaenpitu */?）是搞笑團體香蕉人的兩位成員設樂統和日村勇紀所飾演的角色統醬（おーちゃん）及日咚（ヒーとん）所組成的民謠音樂二人組，在2001年結成，是在短劇「（幸福的）紅鉛筆」中首次公開。

## 成員

### 現任成員
統醬－由設樂統飾演
- 為紅鉛筆的聲樂擔當。
- 統醬的代表性就是在表演時會帶著一頂紅色的鬱金香帽，且會蓋住眼睛，不常給觀眾看到自己的臉，在唱歌時，也會看著樂譜，而不看觀眾。統醬在唱歌時，會有口吃的習慣。
- 有一段時間統醬離開了紅鉛筆，成了一名上班族，有次偶然遇見正在街頭表演的日咚，並在日咚唱歌時被說服，回到了紅鉛筆[2]。
- 與扮演統醬的設樂一樣，已經結婚，並有孩子[注 1]。

日咚－由日村勇紀扮演
- 為紅鉛筆的和聲及吉他擔當。
- 日咚的特徵就是表演時會戴著紅色頭巾及穿著背心，會專心地彈著吉他[注 3]，讓別人留下深刻的印象。
- 在統醬離開樂團時，日咚以獨唱藝術家的身分活躍，直到遇到統醬，兩人再次合作[2]。

### 前成員
- 在紅鉛筆的第一次單獨LIVE《紅鉛筆in武道館》中提到，星野源、中村倫也、黑木華都是紅鉛筆的前成員[3]，過去紅鉛筆有多達40－50位成員。

## 概要
「紅鉛筆」不是一個真實的音樂團體，而是虛構的，是由香蕉人在表演短劇時，所創立的角色。自香蕉人結成來，他們出現在眾多的短劇之中，紅鉛筆也是他們的表演裡運行時間最長的一個短劇，深受大家喜愛。關於紅鉛筆能持續那麼久，設樂分析「也許因為它是一個具有音樂性的演出」，由於紅鉛筆是個「小品」，所以在表演中還是要有兩人交談的演出，不僅僅只是唱歌而已。且紅鉛筆主要出現於香蕉人的LIVE表演中，很少會出現在電視節目上，在紅鉛筆第一次出場是在香蕉人的LIVE《極端牛奶》，此後幾乎所有表演會有紅鉛筆的出現。
根據設樂的說法，在兩人結識成紅鉛筆時，就有一段前身的故事了，而且，一開始紅鉛筆在表演時，抄襲井上陽水的歌曲等現有的歌曲來演唱表演，到後來紅鉛筆所有的歌曲皆是由設樂自己創作，從此就在也沒演唱過井上陽水的歌曲。
設樂會使用紅鉛筆著個名字來當團名是基於這樣的前提：「如果像笨蛋一樣唱歌，他們會意外的好聽」、「如果那麼奇怪的人唱這首歌就太好了」，另外，設樂還說這是一個可以玩的地方，很多認識的人來看，第一次來看的人會覺得真是奇怪的故事。
在結成初期，他們會一次表演三首歌，但在《Elephant pure》之後，就改為唱兩首，甚至只表演一首歌，他們把表演的中心著重在短劇上面的形勢就會更加普遍。
設樂表示「我不曉得紅鉛筆會做那麼長，基本上表演一次的短劇就不會有續篇的可能」因此每次表演時都不確定這樣做有不有趣，另外，總是不館後面會發生什麼事，甚至是不確定是否要這樣做。
在2024年2月9－10日的兩天裡，是紅鉛筆的首次單獨的LIVE演唱會。

## 特徵
每次表演前，統醬或是日咚都會說「ㄟ－你好，是紅鉛筆」（え～...どうも、赤えんぴつです），才開始表演。
每次表演都會「現場表演期間因愚蠢的原因或爭論而打架（然後和好）」，打架的原因因現場表演而異，吵架的過程如下：
1. 在唱歌或是交談的時候，會發生爭執，統醬會生氣地用椅子把日咚推倒。→日咚就會對觀眾說「我沒辦法唱歌了，我要回家」，告訴觀眾後，叫醒了倒下的統醬並試圖回家，但他遭到反擊,隨後發生了一場小衝突，→日咚邊哭邊找理由，→和好之後，又開始唱歌了。
2. 此外,他們的爭執方式在每次中都變得更加華麗[注 6]，這並不一定意味著上述流程每次都適用。
3. 統醬撕破日咚的背心，也變成每次爭執的固定流程[4]。
4. 統醬會問日咚「你在吸毒嗎？」，在多次交流中，統醬會一直問。

在表演結束前，統醬會說「微笑告別」說完，兩人仰望天空，臉上掛著笑容離開。

## 評價
紅鉛筆在專業歌手中也是粉絲，像歌手森山直太郎就特別稱讚紅鉛筆的唱功，甚至表示自己都想加入，其實早在2011年時，森山就有自己的創作的歌曲《鯉魚旗》給紅鉛筆，基本上紅鉛筆的歌曲都是設樂跟日村所創立，所以這是第一次由職業歌手提供，紅鉛筆的才華也得到音樂團體無限開關的認同跟讚揚，他們表示真想提供音樂給紅鉛筆。

## 音樂作品
基本上紅鉛筆的音樂作品（CD），都是在LIVE現場直接販售，也就是說如果不參加香蕉人的LIVE，是根本買不到CD的，而在現場販售的商品數量也是有限，即使你到了現場，也有可能買不到。此外，在「Elephant pure」以前是以盒式錄音帶出售，目前是以CD的方式出售，每張CD的價格是500日圓。
2009年12月16日，販售的香蕉人LIVE合集「花鳥風月 DVD BOX」內，附贈了到迄今所有紅鉛筆的表演場面的DVD。
紅鉛筆的歌曲是未發行的，截至從「極端牛奶」－「O」為止，一共發布了27首歌曲，2023年12月23日已在串流平台發行，而發行的版本不是CD版，而是從現場LIVE中提取的現場音訊版。

### 紅鉛筆已披露的歌曲
| 曲名                    | 首次披露的LIVE名        | 備註 |
| ----------------------- | ----------------------- | --- |
| 草莓牛奶 （いちごみるく）           | 極端牛奶                | 歌詞中出現「割腕」等來表達這首歌曲。 整首歌的內容非常黑暗，連結尾歌詞也很糟。                                                                                       |
| 桃汁 （桃ジュース）               | 美洲南瓜                | 這首歌的桃汁與「nectar」無關，不能用頑皮的意義來聽歌。 也在「bananaman Punch」上披露。                                                                              |
| 泥濘 （ドロドロ）               | 美洲南瓜                | 在歌詞中多次出現「原子彈」，當統醬唱到時，就會大喊「」， 這首歌相當激動，於是只要唱到這首，就會有很多統醬大喊大叫的畫面。                                           |
| 自行車 （自転車）             | 美洲南瓜                | 在美洲南瓜初披露時，在演奏途中，日咚突然用椅子撞倒統醬，並發生了爭執，這首歌歌詞被撕成碎片。 這首歌是目前紅鉛筆唱過作多次，在「酸甜青春歌」時，首次認真唱了這首歌。 |
| 滴答答 （ディーダダ）             | Sugar Spot              | 也在「bananaman Punch」中披露，但當時追加了歌詞， 導致這首歌是第一次將歌詞追加到已做好的樂曲中。                                                                    |
| Bye Bye (）             | Sugar Spot              | 與草莓牛奶一樣，在歌詞中有出現「割腕」之詞。 |
| 在藍天之下 （青い空の下で）         | Sugar Spot              | 在歌曲演唱中，統醬會以良好的節奏敲打日咚的吉他。 |
| 揪啾啾 （チュッチュッチュルッチュ）             | Elephant pure           | 這是一首獨特的歌，輪到統醬唱時，幾乎都是對話，日咚只負責副歌。 |
| 戀心 （恋ごころ）               | Elephant pure           | 本次現場表演的所有歌曲在說出標題之前都會提前朗讀。 |
| 馬戲團 （サーカス）             | good Hi                 | 也是一首獨特的歌曲，歌詞主要在講「去看馬戲團」的故事。 |
| 牢記在心 （それを胸に）           | good Hi                 | 於有一次演出前多次重新演唱這首歌（後述），所以錄製（DVD）的時間比其他時間更長。                                                                                     |
| 生日花 （誕生花）             | Spicy Flower            | 歌詞裡出現的「大花四照花」、「勿忘草」正是設樂跟日村生日花。 由河野良作詞，有著「紅鉛筆史上最大傑作」及「紅鉛筆成名曲」之稱。 也在「bananaman Chop」、「H」中披露。 |
| 風在吹 （風が吹く）             | 大風狂歡                | [ 25 ] |
| 腦子有洞 （イカレポンチ）           | wonder moon             | [ 26 ] |
| 喜歡它 （好きだ）             | wonder moon             | 也在「bananaman Chop」中披露。 |
| 橘子 （オレンジ）               | bananaman Chop          | 這首歌最初是由1男2女所創作的歌曲，所以這首歌是翻唱。 在LIVE演奏時，會比原曲在快一點。                                                                               |
| 鯉魚旗 （こいのぼり）             | emerald music           | 作詞作曲都是森山直太郎所作。 |
| 我想告訴你的10件事 （君に伝えたい10のこと） | emerald music           | 在歌詞裡出現「佐田雅志」及「關白宣言」等字詞。 |
| 破碎鏡子 （割れた鏡）           | TURQUOISE MANIA         | 這首歌是酸甜可口的情歌，完全變成了喚起早年黑暗氣氛的歌曲。 |
| 臉 （ナヌ）                 | TURQUOISE MANIA         | 在歌曲標題中，出現「」、「」會得到「友情」，象徵著這首歌的內容。 |
| 何事 （なんやかんや）               | Cutie funny             | 在同一張LIVE「experienced singer」，日村飾演的營養寺的歌曲「初中二年級」的CD也做產品出售。                                                                          |
| 那時的你，現在的我 （あの頃のキミ、今のボク） | Love is Gold            | [ 35 ] |
| 芳子醬 （よし子ちゃん）             | LIFE is RESEARCH        | 在同一張LIVE「Positive spiral」中，香蕉人兩人扮演的音樂團體「T-STYLE」的CD也做產品售出。                                                                            |
| 但喜歡它 （だけど好きなんだ）           | 黑心厚臉皮              | 基本上，紅鉛筆在宣布曲名時，就會開始演唱， 但這首歌很特別，是從未出現過的「統醬在打架過程中開始突然進入歌曲演唱」。                                                 |
| 毒                      | 黑心厚臉皮              | 近年來繼「破碎鏡子」之後第一首喚起早期黑暗氣氛的歌曲。 這是一首很短的歌曲,對於近年來的紅鉛筆歌曲來說是不尋常的。                                                    |
| 煙火大會 （花火大会）           | Super heart head market | 在同張LIVE「different container」中，日村扮演日村子的歌曲「生子祖登」也做CD產品出售。                                                                               |
| 緋紅 （スカーレット）               | S                       | 在這回，只有統醬在舞台舞台上，這是紅鉛筆從來沒試過的方法。 |
| 姊妹 （姉妹）               | H                       | [ 41 ] |
| 夢                      | O                       | [ 42 ] |
| 白色橡皮擦 （白けしゴム）         | 紅鉛筆in武道館          | 作詞作曲為松本敦 |
| 色鉛筆 （色えんぴつ）             | 香蕉人的香蕉月GOLD      | 作詞作曲為星野源 |

## LIVE演唱會

### 紅鉛筆in武道館
紅鉛筆in武道館是紅鉛筆在2024年2月9日、10日在日本武道館為期兩天的公演演唱會，這是紅鉛筆第一個以「獨自」開的LIVE，也可以視為是香蕉人結成30周年的一場LIVE，在1月30日前，因買票人數過多，因此追加座席。

#### 出演嘉賓
- 乃木坂46[50]
- 三浦大知[51]
- 星野源[52]
- 切露米可[53]
- 松本敦[54]
- 黒木華[52]
- 中村倫也[52]

#### 表演歌曲目
2月9日（五）
- 草莓牛奶
- 破碎鏡子
- 揪啾啾
- 馬戲團
- Bey Bey
- VTR（星野源演出）
- 自行車
- 但喜歡它
- 那時的你，現在的我
- 桃汁
- 戀心
- 滴答答
- 腦子有洞
- 芳子醬 with 黑木華、中村倫也
- 牢記在心
- 喜歡它
- 生日花
- 夢

安可曲：
- 自行車

2月10日（六）
- 草莓牛奶
- 破碎鏡子
- 馬戲團
- Bey Bey
- BLUE（切露米可）
- 揪啾啾 with 切露米可
- VTR（星野源演出）
- 桃汁
- 自行車
- 在藍天之下
- 毒
- 生日花
- 聲音（森山直太朗）
- 喜歡它 with 三浦大知
- 滴答答×EXCITE with 三浦大知
- 芳子醬
- 戀心×大影響家 with 乃木坂46
- 風在吹 with 乃木坂46
- 牢記在心 with 黑木華、中村倫也
- 夢
- 腦子有洞 with 松本敦
- 白色橡皮擦 with 松本敦

安可曲：
- 自行車 with 切露米可、三浦大知、乃木坂46、松本敦（全體大合唱）